# Philipp Hoffmann von Wendheim
Philipp Hoffmann Edler von Wendheim (* 30. April 1798 in Sobieslau, Taborer Kreis, Böhmen; † 21. September 1875 in Aussee in der Steiermark) war k.k Generalmajor.

## Leben
Philipp Hoffmann Edler von Wendheim ging schon in jungen Jahren zur Kaiserlichen Armee und kam am 1. April 1812 in das Infanterie-Regiment Nr. 54 (Prinz Emil von Hessen). Dort wurde er am 7. Oktober 1820 Fähnrich und kam 1828 als Unterlieutenant in das Infanterie-Regiment Nr. 28 (Benedek). Am 15. März 1831 wurde er Oberlieutenant, am 1. November 1834 Kapitän, am 5. Juli 1848 Major, am 20. Mai 1849 Oberstlieutenant und am 30. Oktober 1849 Oberst, sowie anschließend die Beförderung zum Generalmajor. Er unterrichtete auch in der Offiziersschule des Regiments.
Während der Unruhen von 1848 zeichnete er sich in Prag aus (wofür er das Militär-Verdienstkreuz mit der Kriegsdekoration erhielt), so auch später in Italien. Am 20. Mai 1849 im Gefecht bei San Cyro kam das erste Feldbataillon des Regiments Nr. 28 unter schweres Artilleriefeuer. Hoffmann konnte dennoch seine Stellung halten. Dafür erhielt er mit Diplom vom 7. April 1852 in den erbländischen Adelstand mit dem Prädikat Edler von Wendheim. 1854 wurde er Generalmajor und Brigadier in Graz, schied aber am 25. September 1854 wegen einer schweren Krankheit aus dem Dienst aus.

## Familie
Hoffmann heiratete im April 1832 in Prag die Gräfin Anna von Allegnagna  (* 1809; † 21. März 1834). Die Ehe blieb kinderlos.
Nach dem Tod seiner ersten Frau heiratete er am 23. Januar 1836 die Freiin Auguste von Wend (* 10. September 1810; † 2. September 1840), eine Tochter von Freiherr Joseph August von Wend. Das Paar hatte mehrere Kinder:
- Auguste (* 10. November 1836)
- Gabriele (* 25. September 1838; † nach 1915), Violinistin[1]
- Hermine (1840–1840)

Nach dem Tod seiner zweiten Frau heiratete er in Prag am 5. Juli 1843 die Freiin Marie Schrenck von Notzing und Egmating (* 16. Januar 1810; † 11. November 1868). Das Paar hatte mehrere Kinder:
- Victor (* 26. April 1844; † 2. August 1878), k.k. Hauptmann ⚭ 26. November 1872 mit Johanna Edle von Plessing zu Plesse (wiederverheiratet am 18. Oktober 1881 mit Freiherrn Jerolim Benko von Boinik (1843–1904), k. u. k. Fregattenkapitän, Schriftsteller)[3]
- Norbert (* 17. März 1846), k.u.k. Oberlieutenant[4] ⚭ 1873 (Scheidung 1876) Maximiliane Franul von Weißenthurn (* 1. März 1851; † 4. Januar 1931), Schriftstellerin
- Marie (* 3. März 1851)